# Günter Graubner
Günter Graubner (* 2. Februar 1927; † 7. November 2020) war ein deutscher Elektrotechnikingenieur und Hochschullehrer.

## Leben
Graubner wurde 1975 Nachfolger von Werner Steinbach als Rektor und Baudirektor der Fachhochschule Hannover (FHH) (heute Hochschule Hannover). Er behielt diese Posten bis 1982. Danach lehrte er weiter an der Fachhochschule Hannover bis zu seinem Ruhestand im Jahr 1991. Nach seinem Ruhestand blieb er Lehrbeauftragter der FHH. Sein Tätigkeitsschwerpunkt war die Mess- und Regelungstechnik.
Von 1991 bis 1993 war er für die Deutsche Gesellschaft für Technische Zusammenarbeit an der Technischen Hochschule Hangzhou (heute Hochschule für Wissenschaft und Technik Zhejiang) beratend beim Aufbau des dortigen Elektrotechnik-Studiums tätig. 1993 wurde ihm von der chinesischen Gasthochschule eine Ehrenprofessur verliehen.
Graubner ist Mitbegründer des Fachbereichstages Elektrotechnik
1996 wurde Graubner mit dem Niedersächsischen Verdienstorden ausgezeichnet. Er verstarb am 7. November 2020 im Alter von 93 Jahren.

## Schriften (Auswahl)
- Günter Graubner: Modellversuch Studium im Praxisverbund. Fachhochschule Hannover, Hannover 1990, S. 39.
- Günter Graubner: Aktuelle Probleme anwendungsorientierter elektrotechnischer Studiengaenge: Actual problems in application oriented electrotechnical studies. In: VDE-Kongress '80 (= VDE-Fachberichte). Band 31. VDE-Verlag, Berlin 1980, ISBN 3-8007-1189-3, S. 17–22.